# アンディ・ベル
アンディ・ピラン・ベル（Andrew Piran Bell, 1970年8月11日 - ）はイギリスのウェールズ出身のミュージシャン。ロックバンド、ライドのギタリストであり、元オアシスのベーシスト。リアム・ギャラガーによる新バンド、ビーディ・アイではギタリストに転身。2014年にビーディ・アイが解散するとライドの再結成に参加し、現在は元の場所で活動している。

## 来歴
オアシスのメンバーとしても有名だが、元々アンディはライドのギタリストで、ボーカルも適所で担当していた。ライドは短命ながらも4枚のアルバムを残し、シューゲイザームーブメントの中で人気を集めた。しかしライドの人気上昇とは反対に、アンディとボーカルであったマーク・ガードナーとの不仲や、音楽的価値観の相違などもあり、バンドの結束力は落ち、ライドは解散。アンディは新しいバンドハリケーン#1を結成する。しかし、ハリケーン#1は2枚のアルバムを残して解散。解散後はゲイ・ダッドのツアーに帯同し、加入寸前というところで、突如オアシスにベース担当で加入することが決まった。
オアシス解散後はビーディ・アイのメンバーとしてギタリストに再度転身。2014年のビーディ・アイ解散後は、かつて所属したライドの再結成に伴いライドのメンバーに復帰した。
2020年、キャリア初となるソロアルバム''The View From Halfway Down''をリリースした。
2025年、再結成したオアシスにベーシストとして再び参加している。

## 人物

### ソングライティング
ライドでは作曲面においても中心的人物であった。
オアシス加入後も作曲面でバンドを支える存在となっており、5thアルバムで"A Quick Peep"、6thアルバムで"Turn Up The Sun"と"Keep The Dream Alive"、7thアルバムで"The Nature Of Reality"、シングル"Stop Crying Your Heart Out"のB面曲で"Thank You for the Good Times"をそれぞれ作曲している。Turn Up The Sunは6thアルバムに伴う世界ツアーでのライブオープニング曲として演奏されていた。

### その他
- 息子と娘がいる。元妻はスウェーデン人のシンガーソングライターIDHAであったが、2008年に離婚。後に別の女性と婚約している。[1]
- ギタリストだったこともあり、オアシス加入前はほとんどベースをやったことがなく、早急にベースを練習したという。
- iPodを3台所有している。ノエル・ギャラガーはコンピュータ音痴のため、気に入った曲を代わりに調べているという。[2]